# Список песен на стихи Марины Цветаевой
Список уникальных песен и аудиоальбомов (сборников), написанных на стихи поэта Марины Цветаевой, существующих в аудиозаписи в широком обращении.
Знаком  отмечены песни, использованные в кинематографе.

### Дискография на стихи Марины Цветаевой
Перечень грампластинок, аудиодисков, представляющие собой запись песен на стихи Марины Цветаевой (одного исполнителя и сборники).
- 2002 — Елена Фролова — «Моя Цветаева»
- 2004 — Тамара Гвердцители — «Посвящение женщине. Баллады на стихи Марины Цветаевой»[1]
- 2005 — Елена Фролова — "Elena Frolova chante Marina Tsvetaeva"
- 2007 — Елена Фролова — «День Благовещения»
- 2007 — Елена Фролова — «Хвалынь-Колывань»
- 2008 — Елена Фролова — «El Sol De La Tarde (Солнце вечера)»
- 2009 — Валерия Беседина — «Лебединый стан»[2]

## Список
| Название                                                                                              | Композитор                                                   | Исполнитель                                                                | Стихотворение                                                | Комментарий |
| --- | ------------------------------------------------------------ | -------------------------------------------------------------------------- | ------------------------------------------------------------ | --- |
| Ave Maria (вариант названия — «Молитва»)                                                              | Гвердцители, Тамара Михайловна                               | Гвердцители, Тамара Михайловна                                             | Молитва                                                      | Альбом «Посвящение женщине» (2004) |
| Август — астры… (вариант названия — «Август»)                                                         | Фролова, Елена Борисовна                                     | Фролова, Елена Борисовна трио «Трилогия»                                   | «Август — астры...»                                          | Альбомы «Хвалынь-Колывань» (2007), «Розмарин, шалфей, зверобой» (2009)                                                                        |
| Але                                                                                                   | Якимов, Николай                                              | Фролова, Елена Борисовна                                                   | Але                                                          | Альбом творческого союза «Азия» «Seconda parte» (2002)                                                                                        |
| Ариадна («Оставленной быть...»)                                                                       | Фролова, Елена Борисовна                                     | Фролова, Елена Борисовна                                                   | Ариадна, 1                                                   | Альбом «Бегущая девочка — русская Психея» (2009)                                                                                              |
| Бабушка                                                                                               | Максимов Михаил                                              | Визбор, Варвара Сергеевна                                                  | Бабушке                                                      | |
| Марш офицеров: «Белая гвардия, путь твой высок»                                                       | Челноков Валерий (?)                                         |                                                                            | Дон, 1                                                       | Художественный фильм «Государственная граница. Восточный рубеж»                                                                               |
| Белизна                                                                                               | Щукин, Владимир Всеволодович                                 | Щукин, Владимир Всеволодович                                               | «Белизна — угроза Черноте...»                                | Альбом «Где лебеди» (2000) |
| Белогвардейцы                                                                                         | Егоров, Валерий                                              | Егоров, Валерий                                                            | «Белогвардейцы! Гордиев узел...»                             | |
| Благословляю вас (вариант названия — «У зеркала»)                                                     | Таривердиев, Микаэл Леонович                                 | Пугачёва, Алла Борисовна                                                   | Подруга, 15                                                  | Телевизионный художественный фильм «Ирония судьбы, или С лёгким паром!»                                                                       |
| Богиня Иштар                                                                                          | Хелависа                                                     | Мельница                                                                   | Скифские, 3 («От стрел и от чар…»)                           | Мини-альбом «Master of the Mill» |
| Бури-вьюги                                                                                            | Щукин, Владимир Всеволодович                                 | Щукин, Владимир Всеволодович                                               | «Бури-вьюги, вихри-ветры вас взлелеяли...»                   | Альбом «Где лебеди» (2000) |
| В Париже                                                                                              | Гвердцители, Тамара Михайловна                               | Гвердцители, Тамара Михайловна                                             | В Париже                                                     | Альбом «Посвящение женщине» (2004) |
| В огромном городе моем — ночь…                                                                        | Джамала                                                      | Джамала                                                                    | Бессонница, 3                                                | |
| В час когда…                                                                                          | Разумихина, Инна Викторовна                                  | Разумихина, Инна Викторовна                                                | Провода, 7 («В час, когда мой милый брат...»)                | Альбом «Я слушаю ветер» (1997) |
| Вот опять окно                                                                                        | Дашкевич, Владимир Сергеевич                                 | Камбурова, Елена Антоновна                                                 | Бессонница, 10                                               | Альбомы «Послушайте...» (1981) и «Всё тот же сон» (2015)                                                                                      |
| Вчера еще в глаза глядел...                                                                           | Васильев, Анатолий Исаакович и Хмельницкий, Борис Алексеевич | Васильев, Анатолий Исаакович Хмельницкий, Борис Алексеевич и другие        | «Вчера ещё в глаза глядел...»                                | Спектакль "Добрый человек из Сезуана" (театральное училище им. Щукина, потом - театр драмы и комедии на Таганке, реж. Любимов, Юрий Петрович) |
| Гадопятикна                                                                                           | Мамонов, Пётр Николаевич                                     | Звуки Му                                                                   | Бессонница, 10                                               | Пародия на стихотворение «Бессонница» («Вот опять окно…»). Альбом «Крым» (1988)                                                               |
| Где лебеди?                                                                                           | Щукин, Владимир Всеволодович                                 | Щукин, Владимир Всеволодович                                               | «Где лебеди? — А лебеди ушли...»                             | Альбом «Где лебеди» (2000) |
| Генералам двенадцатого года                                                                           | Щукин, Владимир Всеволодович                                 | Щукин, Владимир Всеволодович                                               | Генералам двенадцатого года                                  | Альбом «Где лебеди» (2000) |
| Глыбами                                                                                               | Тырнов, Андрей (Тюха)                                        | Окна                                                                       | Разговор с гением                                            | Альбом «Расстояния» (2005) |
| Говорила мне бабка лютая                                                                              | Пингина, Анна Ивановна                                       | Пингина, Анна Ивановна                                                     | «Говорила мне бабка лютая...»                                | |
| Горечь! Горечь! Вечный привкус                                                                        | Калле, Владимир Александрович                                | Пьеха, Эдита Станиславовна                                                 | «Горечь! Горечь! Вечный привкус...»                          | Художественный фильм «Государственная граница. Восточный рубеж»                                                                               |
| Гребешок                                                                                              | Сайко, Владимир Викторович                                   | Абрамова, Татьяна Альбертовна                                              | «Чтобы помнил не часочек, не годок...»                       | Альбом «Письмо» (1995) |
| Домики старой Москвы                                                                                  | Лисунец, Николай                                             | Абуева, Халида                                                             | Домики старой Москвы                                         | |
| Дон                                                                                                   | Щукин, Владимир Всеволодович                                 | Щукин, Владимир Всеволодович                                               | Дон, 2 («Кто уцелел — умрёт...»)                             | Альбом «Где лебеди» (2000) |
| Дон Жуан                                                                                              | Назаров, Владимир Васильевич                                 | Гвердцители, Тамара Михайловна                                             | Дон-Жуан, 2                                                  | Альбом «Посвящение женщине» (2004) |
| Дороги                                                                                                | Петров, Андрей Павлович                                      | Караченцов, Николай Петрович                                               | «Всюду бегут дороги...»                                      | Телесериал «Петербургские тайны» |
| Дочери [Але]                                                                                          | Гвердцители, Тамара Михайловна                               | Гвердцители, Тамара Михайловна                                             | Але                                                          | Альбом «Посвящение женщине» (2004) |
| Жалоба Федры                                                                                          | Фролова, Елена Борисовна                                     | Фролова, Елена Борисовна                                                   | Федра, 1 (Жалоба)                                            | Альбом «Бегущая девочка — русская Психея» (2009)                                                                                              |
| За отрока                                                                                             | Щукин, Владимир Всеволодович                                 | Щукин, Владимир Всеволодович                                               | «За Отрока — за Голубя — за Сына...»                         | Альбом «Где лебеди» (2000) |
| Замела                                                                                                | Тырнов, Андрей (Тюха)                                        | Окна                                                                       | Стихи к Блоку, 15                                            | Альбом «Расстояния» (2005) |
| Звёзды                                                                                                | Гвердцители, Тамара Михайловна                               | Гвердцители, Тамара Михайловна                                             | «А человек идёт за плугом...»                                | Альбом «Посвящение женщине» (2004) |
| Имя твоё                                                                                              | Крутой, Игорь Яковлевич                                      | Аллегрова, Ирина Александровна                                             | Стихи к Блоку, 1 («Имя твоё — птица в руке...)               | Премьера состоялась на фестивале Новая волна 27 августа 2021 года                                                                             |
| Кабы нас с тобой — да судьба свела                                                                    | Хмельницкая Луиза                                            | Камбурова, Елена Антоновна                                                 | «Кабы нас с тобой да судьба свела...»                        | Альбом «Всё тот же сон» (2015) |
| Кармен                                                                                                | Гвердцители, Тамара Михайловна                               | Гвердцители, Тамара Михайловна                                             | Кармен, 1                                                    | Альбом «Посвящение женщине» (2004) |
| Когда я буду бабушкой                                                                                 | Пугачёва, Алла Борисовна                                     | Пугачёва, Алла Борисовна                                                   | Бабушка, 1                                                   | Альбом «Как тревожен этот путь» (1983) |
| Когда-то                                                                                              | Тырнов, Андрей (Тюха)                                        | Окна                                                                       | «Я — есмь. Ты — будешь. Между нами — бездна...»              | Альбом «Расстояния» (2005) |
| Крылатка                                                                                              | Новиков, Владимир Владимирович                               | Новиков, Владимир Владимирович                                             | «И другу на руку легло...»                                   | |
| Ландыш белоснежный                                                                                    | Митяева, Марина Васильевна                                   | Агуреева, Полина Владимировна                                              | Стихи к Сонечке, 10 («Ландыш, ландыш белоснежный…»)          | Художественный фильм «Долгое прощание» (2004)                                                                                                 |
| Лебедёнок                                                                                             | Шатько, Антон Евгеньевич                                     | Разумихина, Инна Викторовна                                                | «Четвёртый год...»                                           | Альбом «Я слушаю ветер» (1997) |
| Лучший союз                                                                                           | Колосова Светлана                                            | Колосова Светлана                                                          | Лучший союз                                                  | |
| Марина                                                                                                | Брежестовский, Антон Петрович                                | Caprice                                                                    | Н. Н. В., 23                                                 | Альбом «Маскарад» (2010) |
| Мне нравится, что вы больны не мной                                                                   | Таривердиев, Микаэл Леонович                                 | Пугачёва, Алла Борисовна Сурганова и оркестр                               | «Мне нравится, что вы больны не мной...»                     | Телевизионный художественный фильм «Ирония судьбы, или С лёгким паром!»                                                                       |
| Мне тебя уже не надо                                                                                  | Таривердиев, Микаэл Леонович                                 | Агуреева, Полина Владимировна                                              | Комедьянт, 11 («Мне тебя уже не надо...»)                    | Телевизионный художественный фильм «Исаев» |
| Могла бы                                                                                              | Тырнов, Андрей (Тюха)                                        | Окна                                                                       | Стихи сироте, 3 (Пещера)                                     | Альбом «Расстояния» (2005) |
| Монолог (варианты названия: «Уж сколько их упало в эту бездну…» / «Размышления у камина» / «Реквием») | Минков, Марк Анатольевич                                     | Пугачёва, Алла Борисовна Мерабова, Мариам Ониковна                         | «Уж сколько их упало в эту бездну...»                        | Альбом «Алла» (1990) |
| Морская                                                                                               | Венлиг, Евгения                                              | Венлиг, Евгения Сурганова и оркестр                                        | «И что тому костёр остылый...»                               | Альбом Е. Венлиг «Небо без туч» (1999) Альбом «Сургановой и оркестра» «#МируМир» (2015)                                                       |
| Над синевою подмосковных рощ                                                                          | Бикчентаев, Дмитрий Андреевич                                | Скляренко, Любовь                                                          | Стихи о Москве, 6                                            | |
| Наконец-то встретила                                                                                  | Разумихина, Инна Викторовна                                  | Разумихина, Инна Викторовна                                                | Стихи сироте, 6                                              | Альбом «Я слушаю ветер» (1997) |
| Не думаю, не жалуюсь, не спорю                                                                        | Потаня (Мыльникова Светлана)                                 | Потаня                                                                     | «Не думаю, не жалуюсь, не спорю...»                          | |
| Не хочу ни любви, ни почестей                                                                         | Фролова, Елена Борисовна                                     | Фролова, Елена Борисовна                                                   | «Не хочу ни любви, ни почестей...»                           | Альбом «Моя Цветаева» (2002) |
| Ночь                                                                                                  | Боголюбова, Альбина                                          | Боголюбова, Альбина                                                        | Бессонница, 3                                                | конец 80-х на концерте Игоря Талькова |
| Ночь                                                                                                  | Щукин, Владимир Всеволодович                                 | Щукин, Владимир Всеволодович                                               | Бессонница, 3                                                | |
| Осыпались листья над Вашей могилой…                                                                   |                                                              | Мафия, Ленка (Елизарьева Елена Николаевна)                                 | П. Э., 6 (Посвящение Петру Эфрону)                           | |
| Осыпались листья над Вашей могилой…                                                                   |                                                              | Шацкая, Нина Аркадьевна                                                    | П. Э., 6 (Посвящение Петру Эфрону)                           | |
| Отказ                                                                                                 | Линда                                                        | Линда                                                                      | Стихи к Чехии. Март, 8 («О слёзы на глазах!..»)              | Альбом «Лай, @!» |
| Откуда такая нежность…                                                                                | Пономарёв, Геннадий Робертович                               | Бичевская, Жанна Владимировна                                              | «Откуда такая нежность?..»                                   | Альбом «Осень музыканта» (1998) |
| Откуда такая нежность…                                                                                | Крутой, Игорь Яковлевич                                      | Сёстры Зайцевы                                                             | «Откуда такая нежность?..»                                   | Альбом «Случайные встречи» (2004) |
| Под лаской плюшевого пледа                                                                            | Петров, Андрей Павлович                                      | Пономарёва, Валентина Дмитриевна                                           | Подруга, 2                                                   | Телевизионный художественный фильм «Жестокий романс» (1984, реж. Э. Рязанов)                                                                  |
| Полюбил богатый — бедную…                                                                             | Разумихина, Инна Викторовна                                  | Разумихина, Инна Викторовна                                                | «Полюбил богатый — бедную…»                                  | |
| Помолись, дружок (вариант названия — «Помолись»)                                                      | Евзеров, Владимир Эдуардович                                 | Леонтьев, Валерий Яковлевич Буюклиева, Петя Гвердцители, Тамара Михайловна | Бессонница, 10                                               | Альбом В. Леонтьева «Каждый хочет любить» (1999) Альбом Т. Гвердцители «Посвящение женщине» (2004)                                            |
| Посадила яблоньку                                                                                     | Шатько, Антон Евгеньевич                                     | Разумихина, Инна Викторовна                                                | «Посадила яблоньку...»                                       | Альбом «Я слушаю ветер» (1997) |
| Посвящение женщине                                                                                    | Гвердцители, Тамара Михайловна                               | Гвердцители, Тамара Михайловна                                             | «В гибельном фолианте...»                                    | Альбом «Посвящение женщине» (2004) |
| Пригвождена                                                                                           |                                                              | Natural Spirit                                                             | Н. Н. В., 17                                                 | |
| Приметы                                                                                               | Шнуров, Сергей Владимирович                                  | Коган, Юлия Ленинград                                                      | Приметы                                                      | Не вошла в альбомы |
| Расстояние                                                                                            | Тырнов, Андрей (Тюха)                                        | Многоточие Окна                                                            | «Рас-стояние: вёрсты, мили...»                               | Альбом «Многоточия» «Атомы сознаниЯ» (2002) Альбом «Окон» «Расстояния» (2005)                                                                 |
| Романс (вариант названия — «Писала я на аспидной доске»)                                              | Фролова, Елена Борисовна                                     | Разумихина, Инна Викторовна Фролова, Елена Борисовна                       | «Писала я на аспидной доске...»                              | Альбом И. Разумихиной «Я слушаю ветер» (1997) Альбом Е. Фроловой «Моя Цветаева» (2002)                                                        |
| Романс Настеньки                                                                                      | Петров, Андрей Павлович                                      | Мазуркевич, Ирина Степановна                                               | Генералам двенадцатого года                                  | Телевизионный художественный фильм «О бедном гусаре замолвите слово»                                                                          |
| С каждым днём                                                                                         | Тырнов, Андрей (Тюха)                                        | Окна                                                                       | Расщелина                                                    | Альбом «Расстояния» (2005) |
| С Новым Годом!                                                                                        | Щукин, Владимир Всеволодович                                 | Щукин, Владимир Всеволодович                                               | «С Новым Годом, Лебединый стан!..»                           | Альбом «Где лебеди» (2000) |
| Скифская колыбельная                                                                                  |                                                              | Вокальный коллектив Крымского университета культуры, искусств и туризма    | Скифские, 2 (Колыбельная)                                    | Ошибочно приписывается различным музыкальным коллективам: «Baba Yaga», «Мельница», «Калевала», «Крыница»                                      |
| Солнце                                                                                                | Разумихина, Инна Викторовна                                  | Разумихина, Инна Викторовна                                                | Комедьянт, 23 («Солнце — одно, а шагает по всем городам...») | Альбом «Я слушаю ветер» (1997) |
| Туманный Альбион                                                                                      | Панюшкина, Ольга Николаевна                                  | Панюшкина, Ольга Николаевна                                                | «Я берег покидал туманный Альбиона...»                       | |
| Ты расскажи нам про весну                                                                             | Гвердцители, Тамара Михайловна                               | Гвердцители, Тамара Михайловна                                             | Стихи к Сонечке, 6                                           | Альбом «Посвящение женщине» (2004) |
| У всех земель                                                                                         | Тырнов, Андрей (Тюха)                                        | Окна                                                                       | «Я тебя отвоюю у всех земель, у всех небес...»               | Альбом «Расстояния» (2005) |
| У меня в Москве                                                                                       | Разумихина, Инна Викторовна                                  | Разумихина, Инна Викторовна                                                | Стихи к Блоку, 5                                             | Альбом «Я слушаю ветер» (1997) |
| У меня в Москве                                                                                       | Щукин, Владимир Всеволодович                                 | Щукин, Владимир Всеволодович                                               | Стихи к Блоку, 5                                             | Альбом «Где лебеди» (2000) |
| У меня в Москве                                                                                       | Веселицкий Михаил                                            | Камбурова, Елена Антоновна                                                 | Стихи к Блоку, 5                                             | |
| Храмина                                                                                               | Тырнов, Андрей (Тюха)                                        | Окна                                                                       | «В пустынной храмине...»                                     | Альбом «Расстояния» (2005) |
| Цыганская свадьба                                                                                     | Гвердцители, Тамара Михайловна                               | Гвердцители, Тамара Михайловна                                             | Цыганская свадьба                                            | Альбом «Посвящение женщине» (2004) |
| Что тебе я сделала                                                                                    | Брежестовский, Антон Петрович                                | Caprice                                                                    | «Вчера ещё в глаза глядел...»                                | Альбом «Маскарад» (2010) |
| Я бы хотела жить с Вами                                                                               | Вайсман И.                                                   | Камбурова, Елена Антоновна                                                 | «...Я бы хотела жить с Вами...»                              | Альбомы «Волшебная скрипка» (1999) и «Всё тот же сон» (2015)                                                                                  |
| Я зову дождь                                                                                          | Иванов, Александр Юльевич                                    | Иванов, Александр Юльевич                                                  | П.Э., 7 (Посвящение Петру Эфрону)                            | Альбом «Грешной души печаль» (1997) |
| Я полюбила Вас                                                                                        | Земфира                                                      | Земфира                                                                    | Анне Ахматовой                                               | Интерпретация стихотворения «Анне Ахматовой». Альбом «Спасибо» (2007)                                                                         |
| Я тебя отвоюю                                                                                         | Крутой, Игорь Яковлевич                                      | Аллегрова, Ирина Александровна                                             | «Я тебя отвоюю у всех земель, у всех небес...»               | Альбом «Угонщица» (1994). Видеоклип на песню (реж. Т. Кеосаян)                                                                                |
| Я тебя отвоюю                                                                                         | Операция Пластилин (группа)                                  | Операция Пластилин                                                         | «Я тебя отвоюю у всех земель, у всех небес...»               | Альбом «Волна. Часть 2» (2016) |
| Истина                                                                                                | Яшникова, Екатерина Дмитриевна                               | Яшникова, Екатерина Дмитриевна                                             | «Никто ничего не отнял!..»                                   | Альбом «Сохрани мою речь» |